# Zum Goldenen Stör

Das damalige Gebäude

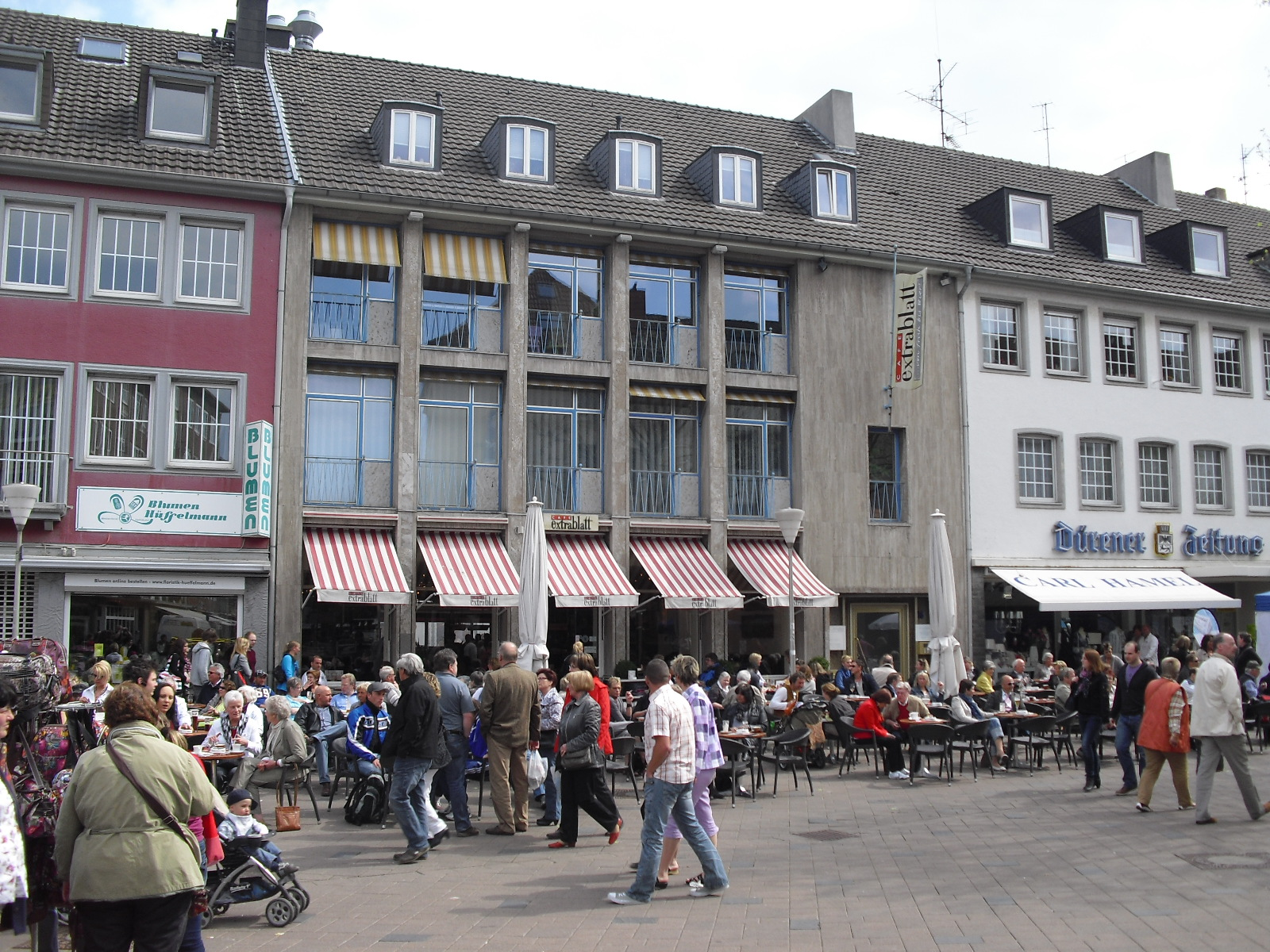
Das heutige Gebäude

Das Haus Zum Goldenen Stör stand am Markt 16 in Düren, Nordrhein-Westfalen. Auf der Ostseite des Marktplatzes stand das Dürener Stammhaus der Familie Schoeller, das Prymsche Haus, dieses Haus wurde vormals „Zum Goldenen Stör“ genannt, zeitweise auch Stöhr oder Steur geschrieben. Sein Hauszeichen war der Stör.
Bereits 1417 ist das Patrizierhaus „Zum Goldenen Stör“ – damals noch ohne „h“ – oder auch „Zum Fisch“ urkundlich erwähnt.
1417 waren die Besitzer des Hauses „Goissen zom Storrne und Magrit“. Demnach führte das Haus schon Anno 1417 den Namen „Zum Stör“. Der „Stör“ war eine Herberge und Gaststätte und befand sich 1635 im Besitz der Margaretha Meißheim. Sie verkaufte am 28. November 1635 in einem festen Erbkauf dem Johann Huppertz und der Katarina Mevies und deren Erben ihre Zum Steuren (Zum Stör) genannte Behausung auf dem Kornmarkt (heute Marktplatz).
Durch die 1654 vollzogene Heirat des Johann Schoeller von Jülich mit Margaretha Huppertz, der Tochter des oben genannten Johann Huppertz, kam das Haus in Besitz der Familie Schoeller. Johann Schoeller bewohnte es bis zu seinem Tod 1705 und seine Witwe bis 1713. Ab 1713, zu Lebzeiten der Mutter, nennen die Steuerlisten seinen Sohn Nikolaus Schoeller als Besitzer. Dieser veräußerte es am 17. Juli 1717 an seinen Neffen Wilhelm, den Sohn des Johann Schoeller aus Jülich. Seit 1729 erscheint in den Steuerrechnungen Johann Paul Schoeller, der es am 18. Februar 1733 für 1000 Reichstaler erwarb.
Nach dem Tod der Witwe Johann Paul Schoellers (1774) kam es in Besitz ihres Sohnes Heinrich Wilhelm Schoeller, des Gründers der Feinpapierfabrik Schoellershammer.
Dem Franziskaner und Geschichtsschreiber Jacobus Polius zufolge hielten sich im Jahr 1501 Gesandte des Kapitels St. Stephan aus Mainz mit einer Reliquie der hl. Anna, dem Annahaupt, im „Stör“ aufgehalten, um dieses nach Mainz zurückzubringen. Dürener Frauen, angeführt von einer Klara von Pera, seien in das Gasthaus eingedrungen und hätten nach tagelanger Belagerung erreicht, dass die kostbare Reliquie in Düren bleiben konnte.
Das Gebäude wurde am 16. November 1944 beim Luftangriff auf Düren völlig zerstört. Der damalige Besitzer Prym hatte das Relief gerettet und in seinem Privathaus aufbewahrt. Die Reliefplatte mit einem Stör wurde 2004 nach Restaurierung als Hauszeichen wieder im Eingangsbereich aufgehängt. Das Haus wurde nach dem Zweiten Weltkrieg (1953) neu aufgebaut und beheimatet heute das Cafe Extrablatt, das unter Denkmalschutz steht. 1953 war im Haus die ehemalige Offiziersmesse der belgischen Armee. Das Gebäude ist unter Nr. 1/107 in die Denkmalliste der Stadt Düren eingetragen.